# Rotten (singolo)
Rotten è un singolo del rapper italiano Nitro, pubblicato il 21 aprile 2015 come primo estratto dal secondo album in studio Suicidol.

## Descrizione
Interamente prodotto da Yazee, Rotten è stato definito da Nitro come un brano autoironico:

## Video musicale
Il video è stato reso disponibile il 21 aprile 2015 attraverso il canale YouTube del rapper e ha visto la partecipazione dei membri del collettivo Machete.

## Tracce
1. Rotten – 2:59